# Frieda Belinfante
Pour les articles homonymes, voir Belinfante.
Frieda Belinfante, née le 10 mai 1904 à Amsterdam (Pays-Bas) et morte le 5 mars 1995 à Santa Fe (États-Unis), est une violoncelliste et cheffe d'orchestre néerlandaise, ainsi qu'une figure de la résistance intérieure aux Pays-Bas. Après la Seconde Guerre mondiale, elle poursuit sa carrière aux États-Unis, où elle crée et dirige l'orchestre philharmonique du comté d'Orange.

## Biographie

### Famille

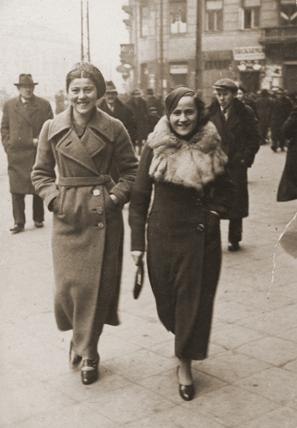
Frieda Belinfante et sa cousine Ita Rosenzweig dans les rues de Varsovie (1937).

La famille Belifante descend d'une famille de juifs séfarades arrivés en Hollande au XVIIe siècle et dont les ancêtres du XVIe remontent au Portugal,. D'autres descendants de cette famille incluent les écrivains Emmy Belinfante (nl) et Isaac Cohen Belinfante (en). De nombreux membres de sa famille ont péri pendant la Shoah.
Fille d'Aron Belinfante, un juif d'origine séfarade, et de Georgine Antoinette Hesse, une hollandaise, Frieda Belinfante a deux sœurs, Renee et Dorothea, et un frère, Robert. Elle naît dans une famille de musiciens puisque son père est pianiste et enseigne la musique. Elle apprend à jouer du violoncelle dès l'âge de 10 ans.
Une de ses sœurs meurt d'une appendicectomie en 1915 et ses parents divorcent peu de temps après. Son père meurt de cause naturelle en 1923.

### Débuts
Après des études au Conservatoire d'Amsterdam, Frieda Belinfante fait ses débuts de violoncelliste professionnelle à l'âge de dix-sept ans dans la salle du Concertgebouw. En 1937, elle devient la première femme à diriger un orchestre professionnel, l'orchestre de l'Université d'Amsterdam, et restera à la tête de cet orchestre de chambre pour deux saisons, interrompue par l’arrivée de la seconde guerre mondiale . À ce stade, sa réputation est déjà européenne. Elle est aussi cheffe invitée à l'orchestre de la radio néerlandaise. Après ses débuts, Frieda Belinfante étudie avec le violoncelliste français Gérard Hekking à Paris, avec qui elle devient amie.En 1939, elle suit le cours d'été d'Hermann Scherchen à Neuchâtel ; seule femme parmi les concurrents, elle y remporte le prix de direction des jeunes chefs d'orchestre.

### Résistance

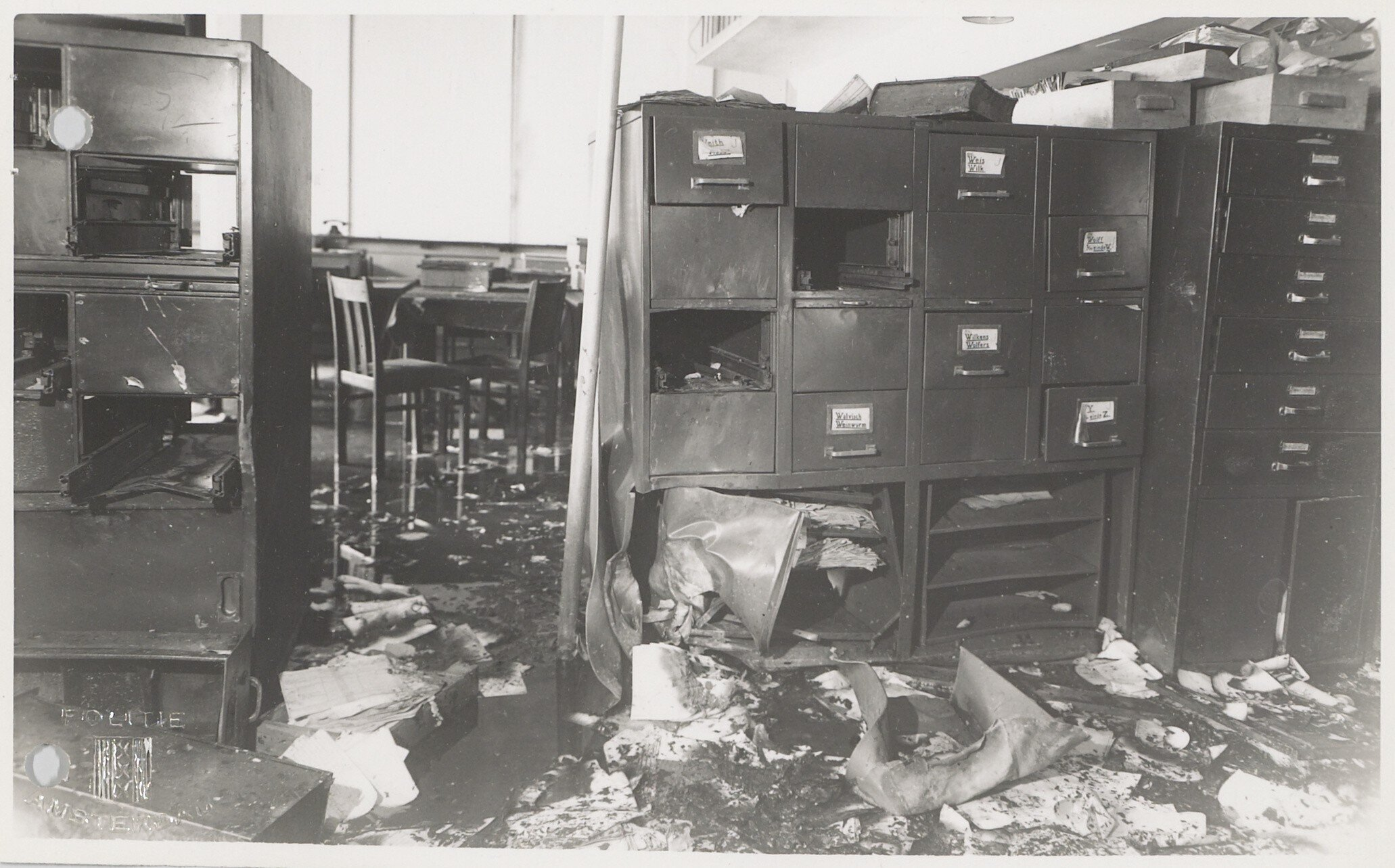
État des classeurs après l'attaque contre le registre de la population d'Amsterdam.

Pendant l'occupation nazie, Frieda Belinfante entre dans la résistance et fait de faux papiers pour les Juifs. Elle se lie avec l'artiste et écrivain Willem Arondeus qui dirige un mouvement de résistance aux Pays-Bas. Le 27 mars 1943, elle organise la destruction des registres d'état de la population d'Amsterdam, afin que les nazis ne puissent pas comparer les faux papiers avec les documents authentiques,. Étant une femme, les autres résistants ne lui permettent pas de participer à l'opération de résistance. Ne les voyant pas revenir, elle entre dans la clandestinité et vit déguisée en homme pour éviter la Gestapo pendant 3 mois,. Puisque sa présence met en danger ses proches, elle finit par quitter Amsterdam. Les réseaux clandestins de résistants la font passer en Belgique puis en France d'où elle gagne la Suisse. Lorsqu'elle et Tony, son compagnon de voyage, arrivent à la frontière à l'hiver 1944, ils sont contraints de traverser les Alpes à pied. Une fois en Suisse, la police les arrête immédiatement et Tony est renvoyé vers la frontière car la Suisse ne donne plus le statut de réfugié aux hommes célibataires. Son ancien professeur, Hermann Scherchen, la sauve du renvoi vers la frontière en prouvant qu'elle est une citoyenne néerlandaise et son ancienne élève. À son arrivée à Montreux, elle obtient le statut de réfugiée et travaille pendant une courte période comme ouvrière agricole. Frieda Belinfante est rapatriée aux Pays-Bas dès la fin de la seconde guerre mondiale.

### Orchestre philharmonique du Comté d'Orange
Frieda Belinfante part pour les États-Unis en 1947. Elle s'installe à Laguna Beach, en Californie et rejoint la faculté de musique de l'UCLA en 1949. Désireuse de poursuivre ses activités de cheffe d'orchestre, elle forme un groupe en 1953 qu'elle nomme The Vine Street Players et qui est composé de collègues des universités de la région ainsi que de musiciens des studios d'Hollywood. 
La formation des The Vine Street Players s’avère fortuite pour Belinfante. Une performance réussie au Redlands Bowl (en) par l'ensemble orchestral sous sa direction incite les institutions locales à l'inviter et à former un ensemble orchestral permanent dans le comté d'Orange. Elle devient ensuite la directrice artistique fondatrice et la cheffe d'orchestre de la première Orange County Philharmonic Society, qui se constitue en organisation à but non lucratif exonérée d'impôt en 1954 et devient le premier ensemble de ce type dans le comté d'Orange. Belinfante continue d'employer les musiciens de The Vine Street Players dans le nouvel orchestre. 
Les concerts de l'orchestre philharmonique sont gratuits pour le public, entièrement financés par les dons des sponsors et des adhésions. Les musiciens d'orchestre acceptent de donner gratuitement de leur temps pour les répétitions avec l'autorisation de leurs délégués syndicaux locaux, tout en recevant une rémunération pour les performances comme Belinfante elle-même. Belinfante insiste sur cet arrangement avec les sponsors et sur le fait que tous les concerts restent gratuits pour tous les futurs participants. Le conseil d'administration adopte les suggestions de Belinfante avec la mission de maintenir un orchestre professionnel résident dans le comté. 
Sous la direction de Belinfante, les activités de l'orchestre comprennent généralement une saison de 4 à 6 programmes dans toutes les grandes salles de concert de la région, ainsi que des concerts pour les jeunes et des récitals de musique de chambre. Les solistes engagés pour se produire avec l'orchestre pendant la période inaugurale comprennent Lili Kraus, Leonard Pennario, Marni Nixon, Dorothy Warenskjold et Mischa Elman. Belinfante apparaît en tant que soliste avec l'orchestre au cours de la saison 1958-59, interprétant le concerto pour violoncelle de Haydn en do majeur, Hob. VIIb/1. Tout au long de cette période, elle apparaît également dans de nombreux récitals locaux et en tant que cheffe invitée dans des orchestres européens. 
En 1962, son contrat n'est pas renouvelé car les pressions financières augmentent. Le syndicat des musiciens souhaite que les musiciens soient payés pour leurs répétitions. De plus, les membres du conseil d'administration et fans estiment qu'un chef masculin augmenterait la stature et les revenus de l'orchestre. Elle attribue cette rupture de contrat à des rumeurs sur son orientation sexuelle. Belinfante quitte son poste de directrice artistique et de cheffe d'orchestre, mais continue de diriger le programme Symphonies for Youth pendant les deux saisons suivantes. L'orchestre est ensuite dissout et le président du conseil d'administration, Clifford Hakes, annonce dans les journaux locaux que « l'Orange County Philharmonic Society continuera de fonctionner de manière entièrement indépendante de tous les artistes et orchestres que nous pouvons représenter... ».

### Les dernières années
Belinfante poursuit ses activités musicales à une échelle limitée après son licenciement de l'Orange County Philharmonic Society. Elle crée un studio privé à Laguna Beach qui forme de nombreux musiciens. Elle rejoint le conseil d'administration de la Laguna Beach Chamber Music Society (en), agissant à titre d'agent de réservation et de conseillère artistique de ce groupe pendant plus de 20 ans.
Belinfante résume sa carrière dans une interview au Los Angeles Times « C'était tout simplement trop tôt pour moi. Je devrais naître de nouveau. J'aurais pu faire plus, c'est ce qui m'attriste. Mais je ne suis pas une personne malheureuse. Je suis à la recherche de la prochaine chose à faire. Il y a toujours quelque chose à faire. ».
Au cours de ses dernières années, elle est reconnue pour son œuvre. En 1987, le conseil d'administration du comté d'Orange et la ville de Laguna Beach déclarent le 19 février comme le Frieda Belinfante Day (journée Frieda Belinfante), en l'honneur de ses contributions à la culture musicale de la région. 

### Vie privée
Frieda Belinfante est ouvertement lesbienne depuis l'âge de 16 ans. En 1921, elle rencontre la pianiste Henriëtte Bosmans dont elle est la compagne pendant 7 ans. Elle est brièvement mariée au flûtiste Jo Veldkamp de 1931 à 1936, bien que leur union reste libre et que celui-ci accepte son homosexualité.
Elle meurt d'un cancer à l'âge de quatre-vingt-dix ans.

## Réception critique
Les enregistrements de Frieda Belinfante sont rares et en mauvais état. Aucune des performances radio enregistrées avant-guerre n'a survécu, et seul le tout dernier enregistrement de sa carrière américaine est conservé dans les archives. Cependant, plus de trois décennies de revues critiques existent au niveau international et documentent les dons musicaux de Frieda Belinfante. Sa technique de direction est remarquée pour sa maîtrise du style d'époque, un ensemble cohérent, une technique de baguette claire et décisive, des rythmes soutenus et vifs et la direction de toutes les performances sans partition. En tant que soliste au violoncelle et à la viole de gambe, elle s'est fait remarquer pour son aptitude particulière à jouer la musique de Johannes Brahms et de Jean-Sébastien Bach, en particulier les suites pour violoncelle seul BWV 1007-1012. Les performances en solo, concerto et chambre de Frieda Belinfante se caractérisent par une beauté singulière du ton, une intonation et un legato sans faille, une technique complète, une profonde implication dans la musique et une interprétation expressive sans maniérisme. Son répertoire couvre toutes les périodes, de la musique baroque aux compositeurs contemporains, en particulier ceux travaillant aux Pays-Bas et en France telle son association étroite avec la compositrice néerlandaise Henriëtte Bosmans.

## Hommage

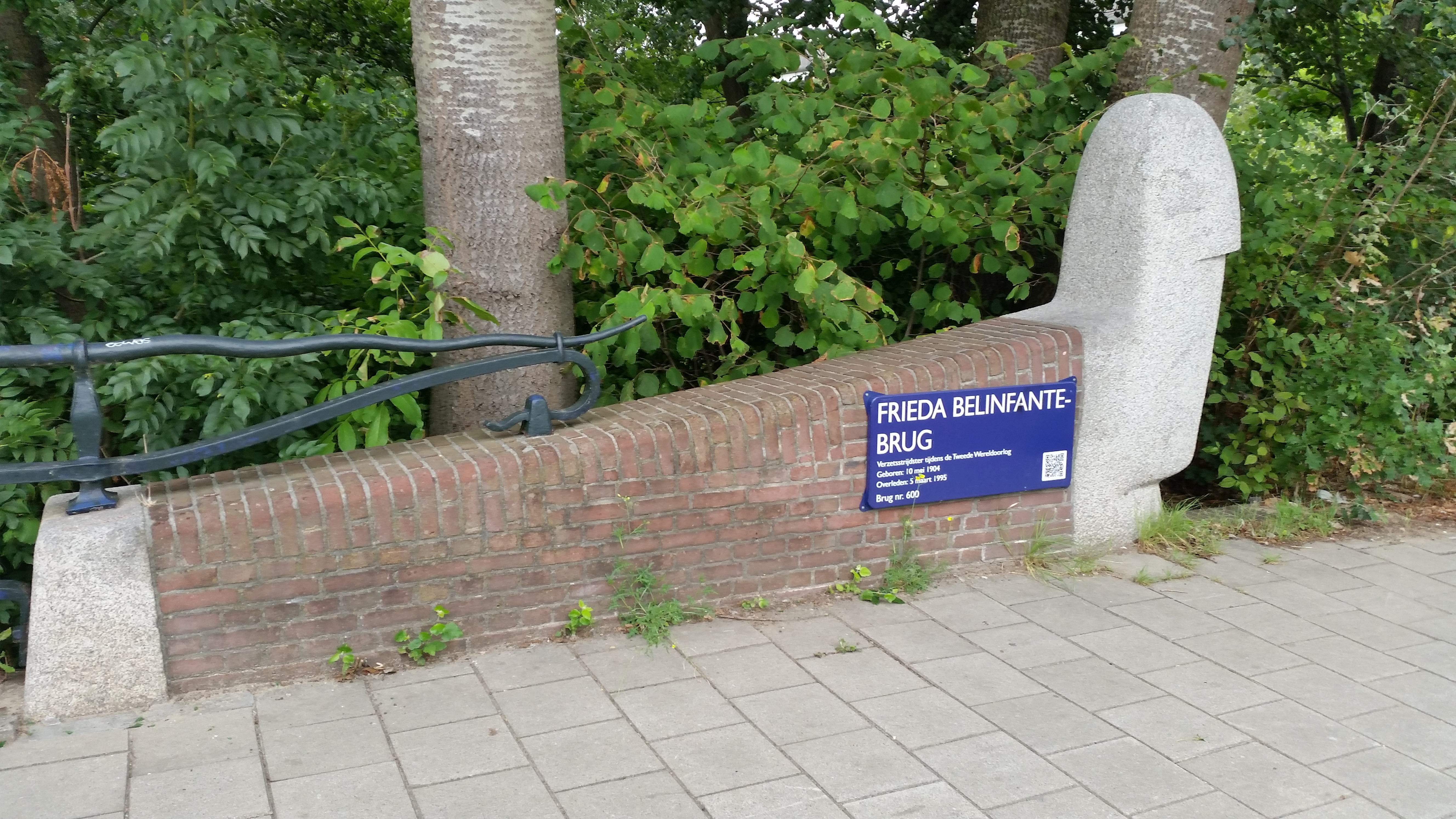
Pont Frieda Belinfante, Amsterdam.

La vie de Frieda Belinfante est devenue le sujet du documentaire But I Was a Girl (« Mais j’étais une fille », 1999). 
Son histoire est également présentée dans une exposition, financée par le gouvernement néerlandais, sur la persécution des homosexuels pendant la seconde guerre mondiale. 
En 1994, le United States Holocaust Memorial Museum reconnaît officiellement sa contribution à la résistance néerlandaise au cours de la seconde guerre mondiale.
Un pont porte son nom à Amsterdam depuis le 4 mai 2016.